# Elecciones estatales de Tlaxcala de 2024
Las elecciones estatales de Tlaxcala de 2024 se llevaron a cabo el domingo 2 de junio de 2024 y en ellas se renovaron los siguientes cargos de elección popular del estado mexicano de Tlaxcala:
- 25 diputados estatales: 15 diputados electos por mayoría relativa y 10 designados mediante representación proporcional para integrar la LXV Legislatura.
- 60 ayuntamientos: Compuestos por un presidente municipal, un síndico y un grupo de regidores. Electos para un periodo de tres años.

## Organización

### Partidos políticos
En las elecciones estatales tienen derecho a participar once partidos políticos. Siete son partidos políticos con registro nacional: Partido Acción Nacional (PAN), Partido Revolucionario Institucional (PRI), Partido de la Revolución Democrática (PRD), Partido del Trabajo (PT), Partido Verde Ecologista de México (PVEM), Movimiento Ciudadano (MC) y Movimiento Regeneración Nacional (Morena). Y cuatro partidos políticos estatales: Nueva Alianza Tlaxcala, Partido Alianza Ciudadana, Fuerza por México Tlaxcala y Redes Sociales Progresistas Tlaxcala.

### Distritos electorales
Para la elección de diputados de mayoría relativa del Congreso del Estado de Tlaxcala el estado se divide en 15 distritos electorales. La distritación electoral vigente fue publicada por el Instituto Nacional Electoral en agosto de 2022.
| Distrito | Cabecera                | Municipios | Mapa |
| -------- | ----------------------- | --- | ---- |
| 1        | Calpulalpan             | Calpulalpan, Benito Juárez, Sanctórum de Lázaro Cárdenas y Nanacamilpa de Mariano Arista                                                                                                 |      |
| 2        | Tlaxco                  | Tlaxco, Muñoz de Domingo Arenas, Yauhquemehcan y Apizaco |      |
| 3        | Tetla de la Solidaridad | Tetla de la Solidaridad, Atlangatepec, Lázaro Cárdenas, Emiliano Zapata, Terrenate y Xaloztoc.                                                                                           |      |
| 4        | Apizaco                 | Apizaco |      |
| 5        | Panotla                 | Panotla, Xaltocan, Totolac, Apetatitlán de Antonio Carvajal y Amaxac de Guerrero |      |
| 6        | Ixtacuixtla             | Ixtacuixtla, Sanctórum de Lázaro Cárdenas, Hueyotlipan, Españita y Tepetitla de Lardizábal                                                                                               |      |
| 7        | Tlaxcala                | Tlaxcala |      |
| 8        | Contla                  | Contla de Juan Cuamatzi, Tzompantepec, Cuaxomulco, Santa Cruz Tlaxcala y San José Teacalco                                                                                               |      |
| 9        | Chiautempan             | Chiautempan y La Magdalena Tlaltelulco |      |
| 10       | Huamantla               | Huamantla, Ixtenco y Zitlaltépec de Trinidad Sánchez Santos |      |
| 11       | Huamantla               | Huamantla, Altzayanca, Cuapiaxtla y El Carmen Tequexquitla |      |
| 12       | Teolocholco             | Teolocholco, San Francisco Tetlanohcan, Acuamanala de Miguel Hidalgo, Tepeyanco, Santa Isabel Xiloxoxtla, San Damián Texoloc, Tetlatlahuca, San Jerónimo Zacualpan y San Juan Huactzinco |      |
| 13       | Zacatelco               | Zacatelco, San Lorenzo Axocomanitla, Natívitas, Santa Apolonia Teacalco y Santa Ana Nopalucan                                                                                            |      |
| 14       | Papalotla               | Papalotla de Xicohténcatl, Santa Cruz Quilehtla, Santa Catarina Ayometla, Xicohtzinco, Tenancingo y Mazatecochco de José María Morelos                                                   |      |
| 15       | San Pablo del Monte     | San Pablo del Monte |      |